# Ludwig Bennefeld
Ludwig Bennefeld (* 1774; † 1824) war ein Fürstlich Waldeckscher Oberleutnant und Ingenieur-Geograph, von dem verschiedene während der Napoleonischen Epoche vermessene Landkarten bekannt sind.

## Bekannte Werke (Auswahl)

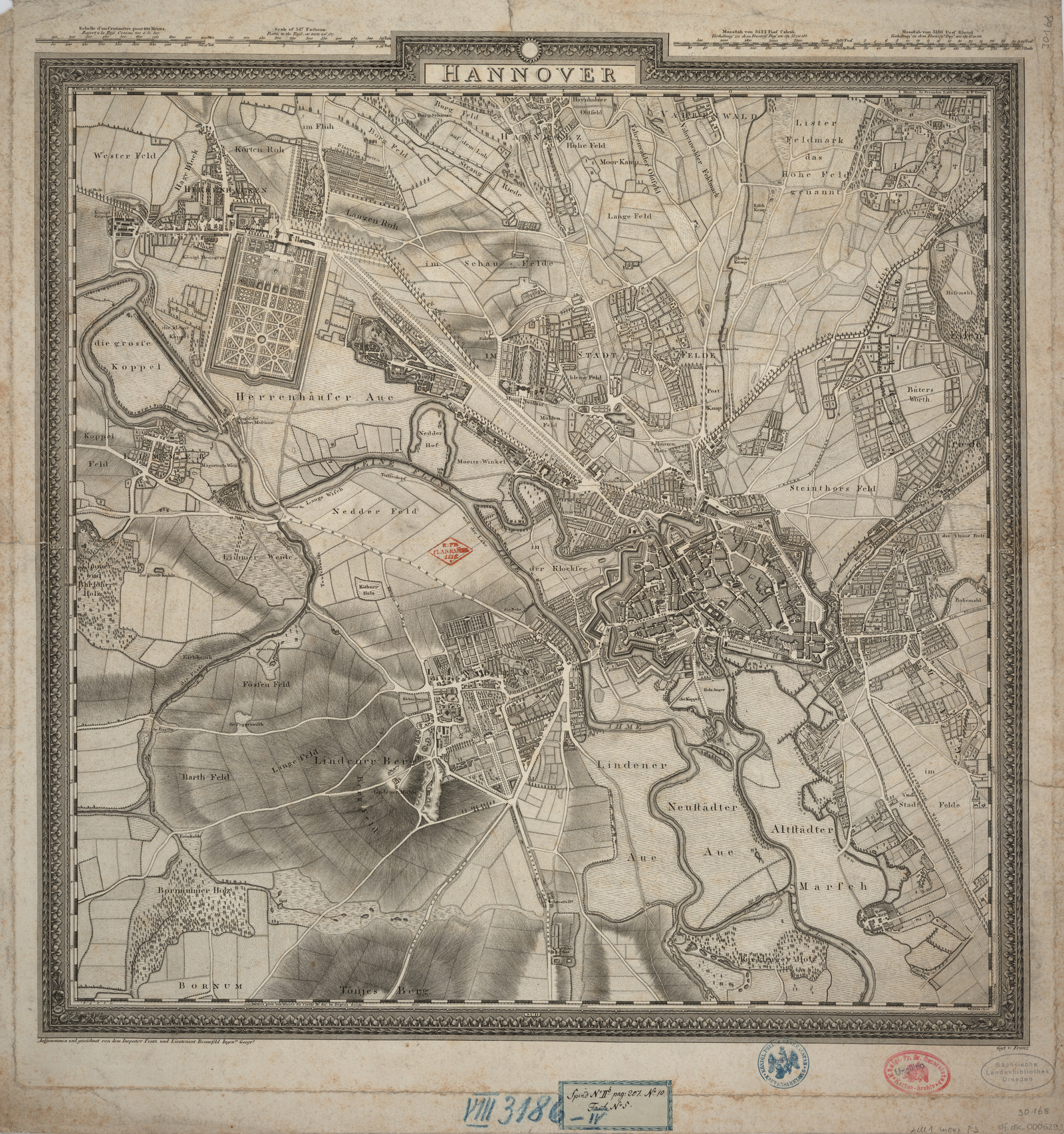
Stadtplan Hannover und Umgebung von Pentz und Bennefeld, als Kupferstich von Franz in Berlin, verlegt 1807 von der Buchhandlung Gebrüder Hahn, Hannover

- um 1800: Topographische Karte der kurhessischen Grafschaft Schaumburg und Ortsplan des Schwefelbades Nenndorf, kolorierte Zeichnung von A. Papen, K. H. Ingenieurleutnant und I. Bennefeld, Fürstl. Waldeckischer Oberleutnant, gestochen von J. Marshall, M 1:150 000/1000, 32 × 31 cm; als Archivalie im Niedersächsischen Landesarchiv (Standort Bückeburg), Archiv-Signatur NLA BU S 1 B 7084[4]
- Topographische Charte der Kurhessischen Provinz Grafschaft Schaumburg[5]
- Topographische Charte des Fürstenthums Waldeck. Sr. Durchl. dem regierenden Fürsten zu Waldeck und Pyrmont, aus Dankbarkeit gewidmet von L. Bennefeld, Fürstl. Waldeck. Ober-Lieutenant a.D.[5]
- Hannover und seine Umgebung im Jahre 1807, aufgenommen von Inspektor Pentz und Leutnant Bennefeld, im Maßstab 1 : 10.000 von Franz[1] in Berlin in Kupfer gestochen[2][Anm. 1] und 1807 von der Buchhandlung der Gebrüder Hahn herausgegeben. Die Karte erschien später auch noch mit einem angefügten Ergänzungs-Blatt der östlichen Umgebung mit der Bult, der Eilenriede bis Steuerndieb sowie dem Kirchröder und Döhrener Turm. Hiervon haben sich einige wenige Exemplare erhalten.[1]